# Batrachedra saurota
Batrachedra saurota là một loài bướm đêm thuộc họ Batrachedridae. Loài này có ở Nam Phi.